# Барон Хейтсбери

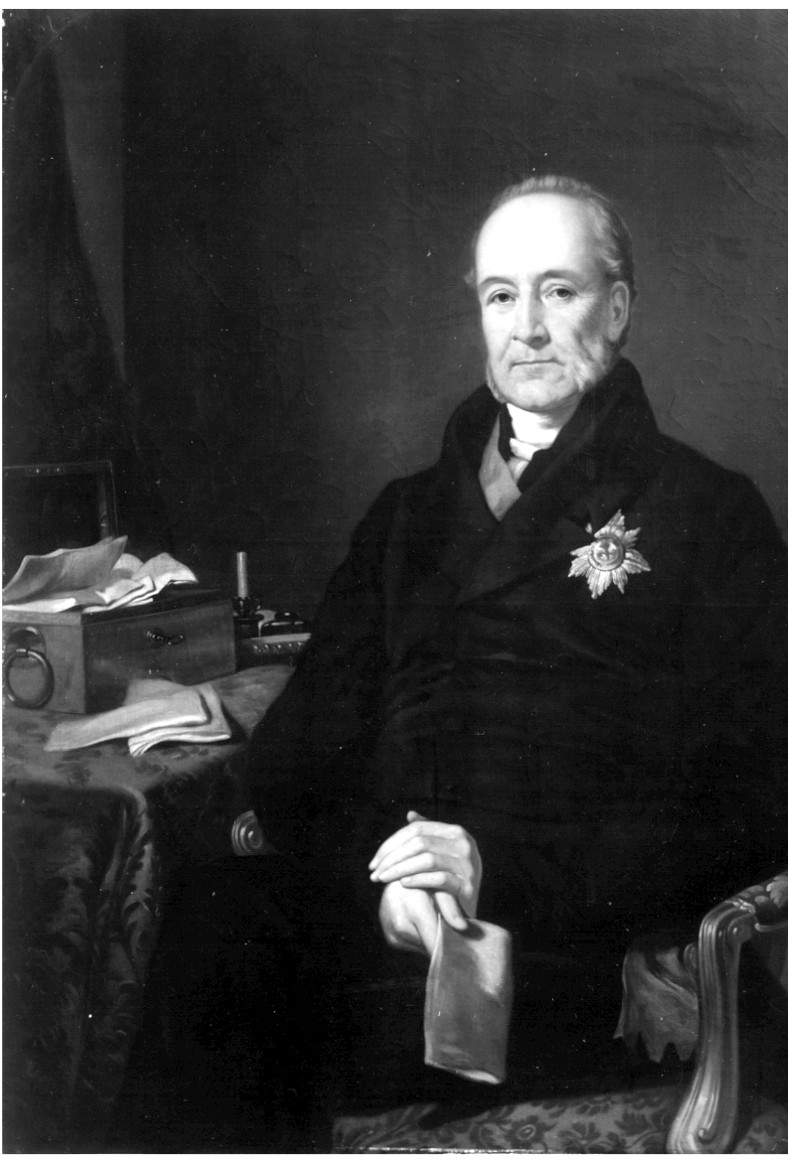
Уильям а’Курт, 1-й барон Хейтсбери (1779—1860)

Барон Хейтсбери из Хейтсбери в графстве Уилтшир — наследственный титул в системе Пэрства Соединённого королевства.

## История
Титул барона Хейтсбери был создан 23 января 1828 года для видного политического деятеля и дипломата, сэра Уильяма а’Курта, 2-го баронета (1779—1860). Он был депутатом Палаты общин от Дорчестера (1812—1814), занимал посты посла Великобритании в Португалии (1824—1827) и России (1828—1832), лорда-лейтенанта Ирландии (1844—1846) и губернатора острова Уайт (1841—1857). Его сын, Уильям Генри Эш а’Курт-Холмс, 2-й барон Хейтсбери (1809—1891), заседал в парламенте от острова Уайт (1837—1847). В 1837 году после женитьбы на Элизабет Холмс, дочери сэра Леонарда Уорсли Холмса, лорд Хейтсбери принял дополнительную фамилию «Холмс». 
По состоянию на 2024 год носителем титула являлся его потомок, Джеймс Уильям Холмс-а-Курт, 7-й барон Хейтсбери (род. 1967), который сменил своего отца в 2004 году.
Титул баронета из Хейтсбери в графстве Уилтшир (Баронетство Великобритании) был создан 4 июля 1795 года для Уильяма а’Курта (ок. 1747—1817), отца 1-го барона. Он был полковником английской армии, заседал в Палате общин от Хейтсбери (1781—1790, 1806—1807). Его. отец, Уильям Эш а’Курт (ок. 1708—1781) был генералом армии и также заседал в Палате общин от Хейтсбери (1751—1781).
Младшая ветвь семьи проживает в Австралии, где основала целую бизнес-империю. Её основателем был бизнесмен Роберт Холмс-а-Курт (1937—1990) и его супруга Джанет Холмс-а-Курт (род. 1943), которая сейчас является одной из богатейших женщин Австралии. Их обширные бизнес-интересы управляются компанией «Heytesbury Pty. Ltd.» Нынешним наследником титула является Питер Холмс-а-Курт (род. 1968), старший сын покойного Роберта Холмса-а-Курта, представитель австралийской ветви семьи.

## Баронеты а’Курт из Хейтсбери (1795)
- 1795—1817: Полковник Сэр Уильям Пирс Эш а’Курт, 1-й баронет[англ.] (ок. 1747 — 22 июля 1817), сын генерала Уильяма Эша а’Курта (ок. 1708—1781)
- 1817—1860: Сэр Уильям а’Курт, 2-й баронет[англ.] (11 июля 1779 — 31 мая 1860), старший сын предыдущего, барон Хейтсбери с 1828 года.

## Бароны Хейтсбери (1828)
- 1828—1860: Уильям а’Курт, 1-й барон Хейтсбери[англ.] (11 июля 1779 — 31 мая 1860), старший сын сэра Уильяма Пирса Эша а’Курта, 1-го баронета
- 1860—1891: Уильям Генри Эш а’Курт-Холмс, 2-й барон Хейтсбери[англ.] (11 июля 1809 — 21 апреля 1891), старший сын предыдущего
- 1891—1903: Уильям Фредерик Холмс-а-Курт, 3-й барон Хейтсбери (16 февраля 1862 — 21 октября 1903), старший сын Уильяма Леонарда Холмса-а-Курта (1835—1885), племянник предыдущего
- 1903—1949: Леонард Холмс-а-Курт, 4-й барон Хейтсбери (11 июля 1863 — 2 февраля 1949), младший брат предыдущего
- 1949—1971: Уильям Леонард Фрэнк Холмс-а-Курт, 5-й барон Хейтсбери (17 апреля 1906 — 27 ноября 1971), единственный сын предыдущего
- 1971—2004: Фрэнсис Уильям Холмс-а-Курт, 6-й барон Хейтсбери (8 ноября 1931 — 5 октября 2004), единственный сын предыдущего
- 2004 — настоящее время: Джеймс Уильям Холмс-а-Курт, 7-й барон Хейтсбери (род. 30 июля 1967), единственный сын предыдущего
  - Наследник титула: Питер Майкл Гамильтон Холмс-а-Курт[англ.] (род. 1968), старший сын Майкла Роберта Гамильтона Холмса-а-Курта (1937—1990), внук Питера Уорсли Холмса-а-Курта (1912—1966), правнук Генри Уорсли Холмса-а-Курта (1871—1924), праправнук Уильяма Леонарда Холмса-а-Курта (1835—1885), сына 2-го барона Хейтсбери.